# 1977年ソビエト連邦憲法

レオニード・ブレジネフを描いた切手

1977年ソビエト連邦憲法(ロシア語: Конститу́ция (Основно́й Зако́н) Сою́за Сове́тских Социалисти́ческих Респу́блик)は、1977年10月7日、ソ連最高会議の第9 回招集の第7回臨時会議で採択され、制定されたソビエト連邦の憲法。1936年に制定されたソ連憲法に置き換わるもので、当時の最高指導者であったレオニード・ブレジネフの名前をとったブレジネフ憲法や、制定年をとった1977年憲法、または先進社会主義憲法などとも呼ばれている。前文にて、「プロレタリア独裁」の段階は終了し、一党独裁国家が「全人民の国家」になったとすることで、ブレジネフ書記長や当時の共産党指導部がソ連について抱いた理想が現実とはほど遠かったにもかかわらず、それを憲法として正式に追認した。

## 概要
1977年憲法は、レオニード・ブレジネフ時代の1977年10月7日に、第9期ソビエト連邦最高会議第7回特別会議で全会一致で決定され、1936年憲法（いわゆるスターリン憲法）を置き換えた。
初版では、国家システムに大きな変更はなかった。ソ連共産党、全ソレーニン主義青年共産主義者同盟、全ソ労働組合中央評議会、全ソ同盟評議会、全ソ労働組合中央評議会、全ソ労働組合中央評議会、および合法的な公的組織とともに、労働組合が承認され、候補者を指名する正式な権利が与えられた（同時に、1983年に採択された「労働組合および企業、機関、組織の管理におけるその役割の拡大に関する法律」で、労働組合の活動がより詳細に規定された）。
1977年憲法は前文で「プロレタリア独裁の目的は既に達成され、ソビエト国家は全人民の国家となった」と宣言した。また従来の憲法と比較して、社会に対する憲法上の規制が拡大された。
第1章でソビエト連邦共産党の指導的役割を定義し、国や政府に対する管理の原則を確立した。
第1条はソビエト連邦を「社会主義国家」と定義するが、過去の憲法では「労働者、農民、知識人、および国の全ての民族の勤労者の意思と利益を代表する、全ての人民の社会主義国家」となっていた箇所が、1977年憲法では、政府は既に労働者と農民だけのものではない、との内容となった。また以降の章では経済的管理や文化的関係も記載された。
1977年憲法は1936年憲法に取って代わり、ソ連の祝日であるソ連憲法記念日は12月5日から10月7日に変更された。
1977年憲法は長く詳細で、1936年憲法より28以上も条項が増えた。中央の連邦政府と各共和国政府の間の責任分担が正確に定義された。例えば、共和国の司法権における境界線や行政部門の規制が規定された。しかし、この条項のもとに作成された法令では、各共和国には実際には変化は無く、この憲法は全体としては統治上の権限は中央集権であった。
社会経済システムの変更を事実上承認した憲法の最も重要な改正は、1990年に導入された。他の変更点については、以下に記述する。
- ソビエト連邦共産党の指導的役割に関しての言及の削除。
- 私有財産の合法化。
- ソビエト連邦大統領の地位が導入され、1990年12月27日からはソ連副大統領の地位も導入された。

また過去の全てのソビエト連邦の憲法と同様に、1977年憲法でもソビエト連邦を構成する各共和国に対して、ソビエト連邦から脱退する権利を維持した。この条項は、後のソビエト連邦の崩壊で重要な役割を果たした。